# 丁莹如
丁莹如（1928年12月—2020年4月25日），女，山东日照人，中国物理化学家，南京大学教授。丈夫为南京大学名誉校长匡亚明。

## 生平
1947年9月入燕京大学化学系，1954年7月毕业于北京大学化学系研究生专业。1955年5月分配至东北人民大学（1958年改为吉林大学）化学系任教，历任助教、讲师。1963年8月调入南京大学化学系物理化学教研室，长期从事穆斯堡尔谱学以及分子筛催化剂的研究工作。主要论文《用MBS和XPS究负载型氧化铁催化剂载体与活性组分的相互作用》《硅-铁分子筛的穆斯堡尔谱法鉴定》等。1978年10月晋升副教授，1985年11月晋升教授，1993年9月退休。2020年4月25日17时39分逝世。

## 出版物
- 丁莹如; 秦关林 (编). . 上海科学技术出版社. 1988. ISBN 9787532301874.